# Schots voetbalkampioenschap 2015/16
Het seizoen 2015/16 van de Scottish Premiership was het derde seizoen sinds de fusie van de Scottish Premier League en de Scottish Football League. Aan de competitie deden twaalf clubteams mee. De lijst van teams is op maximaal twee plekken anders dan het vorige seizoen. Het seizoen begon op 1 augustus 2015 en eindigde op 15 mei 2016. Celtic FC trad aan als regerend kampioen aan en wist de titel andermaal te prolongeren.

## Teams
Er namen twaalf clubteams deel aan de Scottish Premiership 2015/16, waarvan er elf ook uitkwamen in het seizoen 2014/15. Heart of Midlothian werd in het seizoen 2014/15 kampioen van de Scottish Championship en nam de plaats in van het rechtstreeks gedegradeerde St. Mirren. De play-offs voor promotie/degradatie werden gewonnen door Motherwell, waardoor deze club uit de gelijknamige stad actief bleef op het hoogste niveau.
| Club                         | Plaats     | Stadion            | Cap    | Trainer          | shirtsponsor | hoofdsponsor            |
| ---------------------------- | ---------- | ------------------ | ------ | ---------------- | ------------ | ----------------------- |
| Aberdeen                     | Aberdeen   | Pittodrie Stadium  | 22.199 | Derek McInnes    | Adidas       | Saltire Energy          |
| Celtic                       | Glasgow    | Celtic Park        | 60.832 | Ronny Deila      | New Balance  | Magners                 |
| Dundee                       | Dundee     | Dens Park          | 11.850 | Paul Hartley     | Puma         | Kilmac                  |
| Dundee United                | Dundee     | Tannadice Park     | 14.209 | Mixu Paatelainen | Nike         | Calor                   |
| Hamilton Academical          | Hamilton   | New Douglas Park   | 6.078  | Martin Canning   | 1874 Accies  | Nevis home improvements |
| Heart of Midlothian          | Edinburgh  | Tynecastle Stadium | 17.420 | Robbie Nielson   | Puma         | Save the Children       |
| Inverness Caledonian Thistle | Inverness  | Caledonian Stadium | 7.918  | John Hughes      | Carbrini     | Subway                  |
| Kilmarnock                   | Kilmarnock | Rugby Park         | 18.128 | Lee Clark        | Erreà        | QTS                     |
| Motherwell                   | Motherwell | Fir Park           | 13.742 | Mark McGhee      | Macron       | Cash Converters         |
| Partick Thistle              | Glasgow    | Firhill Stadium    | 10.887 | Alan Archibald   | Joma         | Kingsford Capital       |
| Ross County                  | Dingwall   | Victoria Park      | 6.310  | Jim McIntyre     | Carbrini     | CRC-Evans offshore      |
| St. Johnstone                | Perth      | McDiarmid Park     | 10.673 | Tommy Wright     | Joma         | Invest in Perth         |

### Trainerswissels
| Team          | Vertrekkende manager | Reden van vertrek     | Datum van vertrek | Positie in competitie | Nieuwe manager          |
| ------------- | -------------------- | --------------------- | ----------------- | --------------------- | ----------------------- |
| Motherwell    | Ian Baraclough       | Ontslagen             | 23 september 2015 | 10e                   | Mark McGhee             |
| Dundee United | Jackie McNamara      | Ontslagen             | 26 september 2015 | 11e                   | Mixu Paatelainen        |
| Kilmarnock    | Gary Locke           | Ontslag genomen       | 30 januari 2016   | 11e                   | Lee McCulloch (interim) |
| Kilmarnock    | Lee McCulloch        | Einde interim periode | 15 februari 2016  | 10e                   | Lee Clark               |

## Uitslagen
|                 | ABE     | CEL     | DUN         | DUF     | HAM     | HEA     | INV     | KIL     | MOT     | PAR     | ROS     | STJ         |
| --------------- | ------- | ------- | ----------- | ------- | ------- | ------- | ------- | ------- | ------- | ------- | ------- | ----------- |
| Aberdeen        |         | 2–1     | 2–0 1–0     | 2–0     | 1–0 3–0 | 1–0 0–1 | 2–2     | 2–0 2–1 | 1–1 4–1 | 0–0     | 3–1 0–4 | 1–5 1–1     |
| Celtic          | 3–1 3–2 |         | 6–0 0–0     | 5–0     | 8–1     | 0–0 3–1 | 4–2 3–0 | 0–0     | 1–2 7–0 | 1–0     | 2–0 1–1 | 3–1         |
| Dundee          | 0–2     | 0–0     |             | 2–1     | 4–0 0–1 | 1–2 0–1 | 1–1     | 1–2 1–1 | 2–1 2–2 | 1–1     | 3–3 5–2 | 2–1 2–0     |
| Dundee Utd      | 0–1     | 1–3 1–4 | 2–2         |         | 1–2 1–3 | 0–1 2–1 | 1–1 0–2 | 1–2 5–1 | 0–3     | 0–1 3–3 | 1–0     | 1–2         |
| Hamilton        | 1–1     | 1–2 1–1 | 1–1 2–1     | 4–0 0–0 |         | 3–2 0–0 | 3–4 0–1 | 0–1 0–4 | 1–0 0–1 | 0–0 1–2 | 1–3     | 2–4         |
| Hearts          | 1–3 2–1 | 2–2 1–3 | 1–1         | 3–2     | 2–0     |         | 2–0     | 1–1 1–0 | 2–0 6–0 | 3–0 1–0 | 2–0 1–1 | 4–3 0–3 2–2 |
| Inverness       | 2–1 3–1 | 1–3     | 1–1 4–0     | 2–2 2–3 | 0–2 0–1 | 2–0 0–0 |         | 2–1 3–1 | 0–1 1–2 | 0–0     | 2–0     | 0–1         |
| Kilmarnock      | 0–4     | 2–2 0–1 | 0–4 0–0     | 1–1 2–4 | 1–2 0–1 | 2–2     | 2–0 2–1 |         | 0–1     | 2–5 0–2 | 0–4 0–2 | 2–1 3–0     |
| Motherwell      | 1–2 2–1 | 0–1 1–2 | 3–1         | 0–2 2–1 | 3–3     | 2–2 1–0 | 1–3     | 1–0 0–2 |         | 2–1 3–1 | 1–1 1–2 | 2–0 1–2     |
| Partick Thistle | 0–2 1–2 | 0–2 1–2 | 0–1 2–4 1–2 | 3–0 1–0 | 1–1 2–2 | 0–4     | 2–1 1–4 | 2–2 0–0 | 1–0     |         | 1–0     | 2–0         |
| Ross County     | 2–0 2–3 | 1–4     | 5–2         | 2–1 0–3 | 2–0 2–1 | 1–2 0–3 | 1–2 0–3 | 3–2     | 3–0 1–3 | 1–0     |         | 2–3 0–1     |
| St. Johnstone   | 3–4 3–0 | 0–3 2–1 | 1–1         | 2–1 0–1 | 4–1 0–0 | 0–0     | 1–1 1–0 | 2–1     | 2–1     | 1–2     | 1–1     |             |

## Ranglijst

### Tussenstand na 33 wedstrijden (splitsing)
| Pos | Club                            | Gs | W  | G  | V  | Pnt | Dv | Dt | Ds  |
| --- | ------------------------------- | -- | -- | -- | -- | --- | -- | -- | --- |
| 1   | Celtic FC                       | 33 | 23 | 7  | 3  | 76  | 78 | 25 | +53 |
| 2   | Aberdeen FC                     | 33 | 21 | 5  | 7  | 68  | 56 | 36 | +20 |
| 3   | Heart of Midlothian FC          | 33 | 17 | 9  | 7  | 60  | 54 | 33 | +21 |
| 4   | Motherwell FC                   | 33 | 13 | 5  | 25 | 44  | 41 | 49 | −8  |
| 5   | St. Johnstone FC                | 33 | 12 | 7  | 14 | 43  | 48 | 51 | −3  |
| 6   | Ross County FC                  | 33 | 13 | 4  | 16 | 43  | 48 | 55 | −7  |
| 7   | Partick Thistle                 | 33 | 11 | 8  | 14 | 41  | 32 | 39 | −7  |
| 8   | Dundee FC                       | 33 | 9  | 14 | 10 | 41  | 48 | 49 | −1  |
| 9   | Inverness Caledonian Thistle FC | 33 | 10 | 10 | 13 | 40  | 40 | 43 | −3  |
| 10  | Hamilton Academical FC          | 33 | 9  | 9  | 15 | 36  | 36 | 55 | −19 |
| 11  | Kilmarnock FC                   | 33 | 8  | 8  | 17 | 32  | 33 | 54 | −21 |
| 12  | Dundee United FC                | 33 | 6  | 6  | 21 | 24  | 33 | 58 | −25 |

### Legenda
| Kleur | Kwalificatie voor                                         |
| ----- | --------------------------------------------------------- |
|       | Deelname 3e kwalificatieronde UEFA Champions League       |
|       | Europa League, 2e voorronde                               |
|       | Winnaar Schotse voetbalbeker; Europa League, 2e voorronde |
|       | Europa League, 1e voorronde                               |
|       | Promotie/degradatie                                       |
|       | Degradatie naar de Scottish Championship                  |

### Tussenstand eindcompetitie
| Pos | Club                   | Gs | W  | G | V  | Pnt | Dv | Dt | Ds  |
| --- | ---------------------- | -- | -- | - | -- | --- | -- | -- | --- |
| 1   | Celtic FC              | 33 | 23 | 7 | 3  | 76  | 78 | 25 | +53 |
| 2   | Aberdeen FC            | 33 | 21 | 5 | 7  | 68  | 56 | 36 | +20 |
| 3   | Heart of Midlothian FC | 33 | 17 | 9 | 7  | 60  | 54 | 33 | +21 |
| 4   | Motherwell FC          | 33 | 13 | 5 | 25 | 44  | 41 | 49 | −8  |
| 5   | St. Johnstone FC       | 33 | 12 | 7 | 14 | 43  | 48 | 51 | −3  |
| 6   | Ross County FC         | 33 | 13 | 4 | 16 | 43  | 48 | 55 | −7  |

| Pos | Club                   | Gs | W  | G  | V  | Pnt | Dv | Dt | Ds  |
| --- | ---------------------- | -- | -- | -- | -- | --- | -- | -- | --- |
| 7   | Partick Thistle        | 33 | 11 | 8  | 14 | 41  | 32 | 39 | −7  |
| 8   | Dundee FC              | 33 | 9  | 14 | 10 | 41  | 48 | 49 | −1  |
| 9   | Inverness              | 33 | 10 | 10 | 13 | 40  | 40 | 43 | −3  |
| 10  | Hamilton Academical FC | 33 | 9  | 9  | 15 | 36  | 36 | 55 | −19 |
| 11  | Kilmarnock FC          | 33 | 8  | 8  | 17 | 32  | 33 | 54 | −21 |
| 12  | Dundee United FC       | 33 | 6  | 6  | 21 | 24  | 33 | 58 | −25 |

## Statistieken

### Topscorers
- In onderstaand overzicht zijn alleen de spelers opgenomen met elf of meer treffers achter hun naam.

| №  | Speler          | Club                | Goals | Pen. | Duels | Gem  |
| -- | --------------- | ------------------- | ----- | ---- | ----- | ---- |
| 1  | Leigh Griffiths | Celtic              | 31    | 4    | 34    | 0,91 |
| 2  | Kane Hemmings   | Dundee              | 22    | 2    | 37    | 0,59 |
| 3  | Adam Rooney     | Aberdeen            | 20    | 7    | 27    | 0,74 |
| 4  | Liam Boyce      | Ross County         | 15    | 3    | 35    | 0,43 |
| 5  | Louis Moult     | Motherwell          | 15    | 3    | 38    | 0,39 |
| 6  | Steven MacLean  | St. Johnstone       | 14    | 1    | 33    | 0,42 |
| 7  | Kris Doolan     | Partick Thistle     | 14    | 0    | 36    | 0,39 |
| 8  | Billy McKay     | Dundee United       | 12    | 6    | 29    | 0,41 |
| 9  | Juanma Delgado  | Heart of Midlothian | 12    | 3    | 33    | 0,36 |
| 10 | Miles Storey    | Inverness CT        | 11    | 0    | 30    | 0,37 |

### Scheidsrechters
| Naam           | Geboren    | Duels | Kreeg geel | Kreeg voor de tweede keer geel en dus rood | Weggestuurd |
| -------------- | ---------- | ----- | ---------- | ------------------------------------------ | ----------- |
| Steven McLean  | 01.04.1981 | 23    | 78         | 1                                          | 3           |
| William Collum | 18.01.1979 | 21    | 61         | 0                                          | 3           |
| Craig Thomson  | 20.06.1972 | 21    | 83         | 3                                          | 2           |
| Kevin Clancy   | 23.11.1983 | 20    | 82         | 4                                          | 2           |
| Bobby Madden   | 25.10.1978 | 19    | 65         | 1                                          | 5           |
| John Beaton    | 29.01.1982 | 16    | 46         | 2                                          | 2           |
| Don Robertson  |            | 16    | 48         | 2                                          | 3           |
| Crawford Allan | 16.05.1967 | 12    | 33         | 0                                          | 2           |
| Andrew Dallas  | 01.02.1983 | 11    | 51         | 0                                          | 1           |
| Alan Muir      | 10.05.1975 | 11    | 42         | 0                                          | 2           |
| Stephen Finnie | 13.10.1969 | 9     | 33         | 1                                          | 0           |
| Euan Anderson  | 16.03.1983 | 8     | 26         | 1                                          | 1           |
| Greg Aitken    |            | 4     | 15         | 1                                          | 1           |
| Brian Colvin   | 20.09.1978 | 4     | 8          | 1                                          | 1           |
| Barry Cook     | 06.06.1979 | 2     | 10         | 0                                          | 0           |
| Nick Walsh     |            | 1     | 4          | 0                                          | 0           |
| Totaal         | Totaal     | 198   | 685        | 17                                         | 28          |

### Toeschouwers
| №      | Club                | Totaal    | Duels | Gem    | +/–    | Record |
| ------ | ------------------- | --------- | ----- | ------ | ------ | ------ |
| 1      | Celtic              | 852.145   | 19    | 44.850 | +0,6%  | 49.050 |
| 2      | Heart of Midlothian | 312.039   | 19    | 16.423 | +2,7%  | 16.995 |
| 3      | Aberdeen            | 248.788   | 19    | 13.094 | –2,0%  | 20.385 |
| 4      | Dundee United       | 151.400   | 19    | 7.969  | –1,8%  | 11.835 |
| 5      | Dundee              | 116.322   | 19    | 6.122  | –12,1% | 11.025 |
| 6      | Motherwell          | 93.334    | 19    | 4.912  | +14,6% | 9.123  |
| 7      | Ross County         | 76.641    | 19    | 4.034  | +14,4% | 6.042  |
| 8      | Kilmarnock          | 75.868    | 19    | 3.993  | –2,0%  | 6.867  |
| 9      | St. Johnstone       | 73.715    | 19    | 3.880  | –15,5% | 6.418  |
| 10     | Partick Thistle     | 72.196    | 19    | 3.800  | +0,6%  | 7.238  |
| 11     | Inverness CT        | 71.321    | 19    | 3.754  | +0,6%  | 6.410  |
| 12     | Hamilton Academical | 57.506    | 19    | 3.027  | +5,2%  | 5.017  |
| Totaal | Totaal              | 1.897.537 | 198   | 9.655  | +11,5% | 49.050 |

### Nederlanders
Onderstaande Nederlandse voetballers kwamen in het seizoen 2015/16 uit in de Scottish Premiership.
| Naam            | Club          | Debuut     | Duels | Goals |
| --------------- | ------------- | ---------- | ----- | ----- |
| Alex Schalk     | Ross County   | 16.10.2015 | 25    | 5     |
| Virgil van Dijk | Celtic        | 17.08.2013 | 5     | 0     |
| Justin Johnson  | Dundee United | 16.05.2015 | 3     | 1     |
| Mario Bilate    | Dundee United | 10.08.2014 | 2     | 0     |
| Rodney Sneijder | Dundee United | 02.08.2015 | 1     | 0     |

## Prijzen

### Maandelijkse prijzen
| Maand     | Manager van de maand | Manager van de maand | Speler van de maand | Speler van de maand |
| Maand     | Trainer              | Club                 | Speler              | Club                |
| --------- | -------------------- | -------------------- | ------------------- | ------------------- |
| Augustus  | Derek McInnes        | Aberdeen             | Leigh Griffiths     | Celtic              |
| September | Derek McInnes        | Aberdeen             | Niall McGinn        | Aberdeen            |
| Oktober   | Ronny Deila          | Celtic               | Leigh Griffiths     | Celtic              |
| November  | Alan Archibald       | Partick Thistle      | Michael O'Halloran  | St. Johnstone       |
| December  | Mark McGhee          | Motherwell           | Liam Boyce          | Ross County         |
| Januari   | Ronny Deila          | Celtic               | Kane Hemmings       | Dundee              |
| Februari  | Mixu Paatelainen     | Dundee United        | Paul Paton          | Dundee United       |
| Maart     | Mark McGhee          | Motherwell           | Jackson Irvine      | Ross County         |